# Johann Jakob Sutter
Johann Jakob Sutter (Bühler, 12 aprile 1812 – Bühler, 27 novembre 1865) è stato un politico svizzero.

## Biografia
Figlio di Christian Sutter, agricoltore e tessitore a domicilio, e di Margareta Hochreutener, sposò nel 1833 Anna Elisabeth Preisig, figlia di Johann Konrad Preisig, e nel 1864 Elise Ziegler, figlia di Jakob Ziegler, benestante. Grazie a Johann Ulrich Sutter, fratello maggiore, poté frequentare una scuola privata, la scuola cittadina di Ginevra e un istituto a Neuchâtel. In seguito lavorò nell'azienda del fratello, prima di fondare con successo uno stabilimento per ricami fini.
Liberale radicale, fu membro del Piccolo Consiglio dal 1837 al 1845, "capitano" o sindaco di Bühler dal 1845 al 1849, deputato al Consiglio nazionale dal 1848 al 1853, Landamano di Appenzello Esterno nei periodi 1854-1856, 1858-1861 e 1863-1864, e Consigliere agli Stati dal 1859 al 1865. Quale presidente dell'apposita commissione contribuì alla realizzazione della revisione totale della Costituzione cantonale tra il 1858 e il 1862. Personalità ambiziosa e autoritaria, sul piano federale acquisì notorietà come esperto di questioni militari, commerciali, industriali e finanziarie.